# Dorino II Gattilusio
Dorino II Gattilusio (zm. ok. 1488) – trzeci i ostatni genueński władca miasta Enos (dzisiejszy Enez w Tracji w Turcji) od 1455 do stycznia 1456 roku.

## Życiorys
Był synem Palamede Gattilusio. Turkom dostarczono pretekstów do aneksji miasta Enos. Dorino II został zmuszony do ustąpienia. Mehmed II nadał mu w rekompensacie posiadłości w Macedonii. Dorin II po sporze z władzami turecki uciekł i zamieszkał w Lesbos, a następnie przeniósł się na Naxos.